# Malmö IP
Malmö IP (volledige naam: Malmö Idrottsplats, ook wel bekend als Gamla IP) is een voetbalstadion in de Zweedse stad Malmö. Het is sinds 2012 de thuishaven van de vrouwenvoetbalclub FC Rosengård, die actief is in de Damallsvenskan. Hiervoor speelden de voetbalclubs Malmö FF en IFK Malmö hun wedstrijden in het stadion. Het stadion is het twee na grootste stadion in Malmö, alleen het Malmö Stadion en het Eleda Stadion zijn groter.
Oorspronkelijk was het stadion een multifunctionele sportaccommodatie. Momenteel is het een voetbalstadion met een kunstgrasveld en een capaciteit van 7.600 toeschouwers. Door renovaties van 1978 tot 1980 en in 1999 werd de capaciteit uitgebreid en in 2008 werd de grasmat vervangen door kunstgras.

## Geschiedenis

### 1980 - 1920

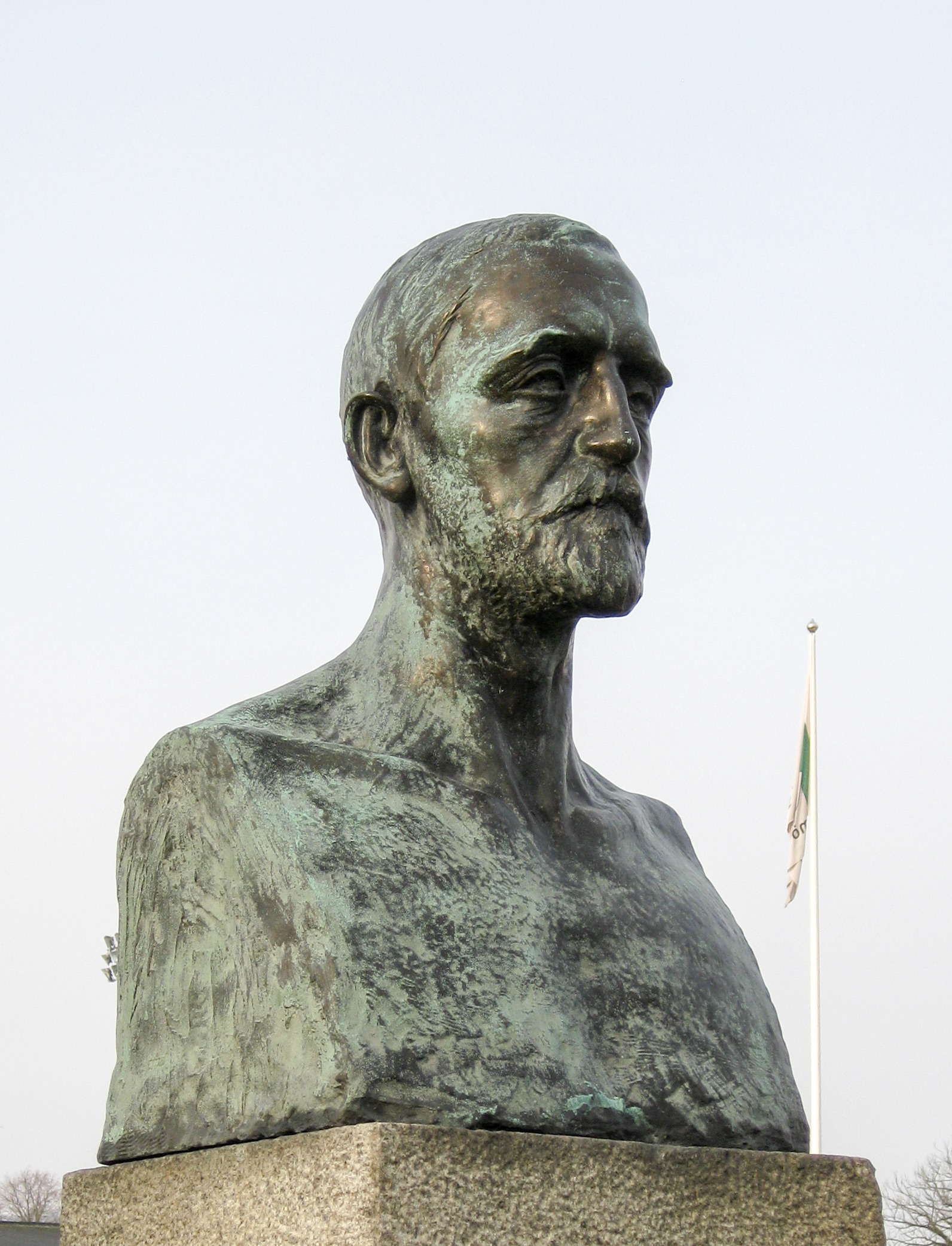
Buste van Carl Frick (1863 - 1924),
oprichter van AB Malmö Idrottsplats.

De sportaccommodatie Malmö IP werd in 1896 gebouwd om evenementen op het gebied van wielrennen, gymnastiek, worstelen, atletiek en tennis te kunnen laten plaatsvinden. Fietsevenementen werden eerder al georganiseerd door de lokale sportclub Malmö Velocipedklubb (MVK) sinds 12 oktober 1890 op een tijdelijk veld in Rörsjöstaden, een wijk in Malmö. Er was grote behoefte aan een accommodatie waar met goede faciliteiten en toegankelijkheid voor publiek diverse sporten beoefend konden worden.
Op de plek waar het stadion zou komen werd ook de eerste voetbalwedstrijd in Malmö gespeeld: de Deense sportclub Kjøbenhavns Boldklub speelde daar een oefenwedstrijd op 12 oktober 1890. De leden van de MVK werden hierdoor geïnteresseerd in de sport en begonnen daarom zelf ook met het organiseren van voetbalevenementen. Het werd in 1893 al duidelijk dat het sportveld in Rörsjöstaden maar een tijdelijke oplossing was, omdat het gebied was bestemd voor woningbouw.
In februari 1894 kwam de gemeente Malmö, na een verzoek door de MVK, met plannen voor een nieuw sportveld in de wijk Teatern. Het bestuur van MVK ging hiermee akkoord en er werd een overeenkomst voor bouw en beheer met een looptijd van vijftien jaar opgesteld. Een publiek private samenwerkingsconstructie AB Malmö Idrottsplats werd opgericht in maart 1896 om financiers te vinden voor de bouw van het sportveld en de betaling van de huur en het onderhoud. De eerste bestuursvoorzitter en drijvende kracht achter de AB was Carl Frick, een scheepskapitein en plaatselijk sportliefhebber. De uiteindelijke kosten voor de bouw van het sportveld bedroegen SKR 44.000 kronen, overeenkomend met een waarde van 2.640.000 kronen in 2012. Er werd begonnen met de bouw in maart 1896. In juli werd het sportveld met een oppervlakte van 4 hectare opgeleverd.
Malmö IP werd officieel geopend op 4 juli 1896 met een wielerwedstrijd. Bezoekers konden wedden welke wielrenner de wedstrijd ging winnen. Het sportveld bevatte een velodroom, met in het midden een grasveld waar sporten als voetbal, gymnastiek, schaatsen en atletiek werden beoefend. De velodroom werd in 1902 verwijderd, nadat in 1897 kansspellen waren verboden in Zweden en de belangstelling voor wielerwedstrijden enorm terugliep onder bezoekers. Rond 1899 werd er een paviljoen in het midden van het veld geplaatst omdat ook de interesse in voetballen was verminderd. Als gevolg hiervan werd de sportclub Malmö Velocipedklubb opgeheven.
Het paviljoen weer verwijderd in 1905 door de opkomst van het georganiseerde clubvoetbal in geheel Zweden. Ook in Malmö kwamen er diverse voetbalverenigingen die onderling en ook in de regio competities gingen spelen met teams. Vanaf dat moment vonden er geregeld voetbalwedstrijden plaats. Ook werd het stadion vanaf dat moment tot heden vaak gebruikt voor het vieren van nationale feestdagen zoals de nationale feestdag van Zweden, het midzomerfeest en de Dag van de Arbeid. Op 18 september 1897 werd het 25-jarig jubileum van koning Oscar II van Zweden gevierd met een groot feest in het stadion met een bezoekersaantal van meer dan tienduizend.

### Financiële problemen en uitbreidingen

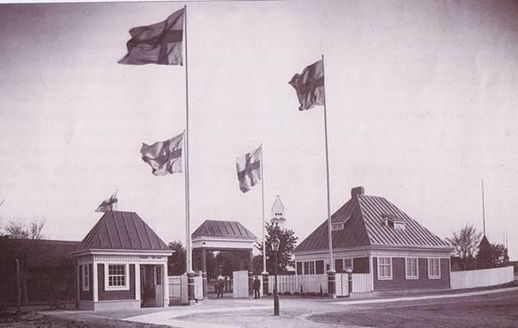
Ingang van Malmö IP, omstreeks 1920-1929.

Door een combinatie van factoren, het verbod op kansspelen, de regenachtige zomers en de natte winters en een kleine financiële reserve raakte AB Malmö Idrottsplats in financiële problemen. Na een verzoek aan de gemeente werd de jaarlijkse huur die men diende te betalen opgeheven. Ook werd afgesproken dat Malmö IP jaarlijks 1.500 Zweedse kronen zou ontvangen voor het gratis toegang verlenen voor schoolsportactiviteiten voor de kinderen van Malmö. Om extra inkomsten te genereren werd er besloten een overdekte faciliteit naast de sportvelden te bouwen. Hierin werd aanvankelijk een tennisbaan in maar later toen de opbrengsten van verhuur achterbleven kwam er in 1910 een danscentrum in met daarnaast een restaurant. Het geheel kreeg de naam Boston Palace. De investeringen mochten echter niet baten zodat de financiële problemen aan bleven houden. De gemeente moest hierdoor hun jaarlijkse bijdrage verhogen. In 1914 werd er een Baltische tentoonstelling gehouden in Malmö. Onderdeel hiervan waren sportevenementen in juni en juli. Hiervoor moest het gebied rondom het sportveld en de infrastructuur worden aangepakt. Malmö IP kreeg hiervoor echter een grote compensatie van de gemeente.

### Atletiek

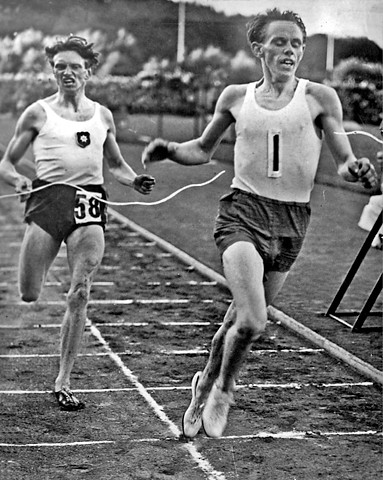
De atleten Arne Andersson en Gunder Hägg, hier op de Slottsskogsvallen in 1942, zorgden beiden op Malmö IP voor nieuwe wereldrecords.

Na het vertrek van MFK nam de interesse voor atletiek bij Malmö IP toe en verminderde de belangstelling voor voetbal of wielrennen. In april 1899 werd de IFK Malmö opgericht. Deze organisatie werd verantwoordelijk voor een aantal atletiekevenementen op de Malmö IP, waaronder discuswerpen en hardlopen. Tevens organiseerde de IFK Malmö schaatswedstrijden in de winter. De atletiekbaan werd hiervoor gevuld met water. Op 7 november 1901 bracht de Zweedse kroonprins Gustaaf V van Zweden een bezoek aan een van de atletiekwedstrijden. Rond 1900 werd ook paardensport en tennis bij Malmö IP populair. In 1904 speelde Gustaaf V van Zweden er tennis tijdens zijn militaire opleiding in Malmö.
Op 26 augustus 1908 verlieten enkele leden van IFK Malmö de vereniging vanwege een meningsverschil met het bestuur. Zij richten later op 7 september 1908 de organisatie Malmö Allmänna Idrottsförening (MAI) op. In oktober begon de MAI met het organiseren van atletiekwedstrijden tegen IFK Malmö in het stadion. De Zweedse speerwerper Eric Lemming zorgde voor twee nieuwe wereldrecords tijdens het eerste internationale toernooi dat door de MAI in juli 1909 werd georganiseerd Zeven atleten trainden er in de aanloop naar de Olympische Zomerspelen 1912.
De atletiekwedstrijden zorgden voor veel publiek op de Malmö IP, vooral de wedstrijden waar Arne Andersson en Gunder Hägg aan meededen. Het wereldrecord voor het rennen van een Engelse mijl werd twee keer verbroken op de atletiekbaan. De eerste keer door Andersson op 18 juli 1944, een jaar later door Hägg op 17 juli 1945.

### Voetbal

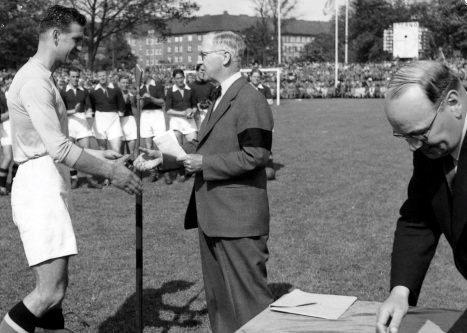
Verdediger Sture Mårtensson van Malmö FF neemt zijn gouden mediale in ontvangst na het winnen van de Allsvenskan in 1944.

De interesse voor voetbal werd weer groter in 1905 nadat de gemeente Malmö jongeren oproep om de sport uit te proberen en hierna een wedstrijd tegen elkaar te spelen op Malmö IP. Meer dan 300 jongeren kwamen op de oproep af. In hetzelfde jaar werden er elke dag voetbaltrainingen en wedstrijden gehouden in de maanden september en oktober. De eerste voetbalclub bij Malmö IP was Malmö BI (later MBI, nu FC Rosengård). Deze vereniging werd in 1904 door voormalige spelers van MVK opgericht. Verschillende jongeren bleven tot 1905 zonder club in teams spelen. Het zogenaamde Team C richtte hierna een eigen voetbalclub op genaamd BK Idrott. Deze ging later op in de sportclub IFK Malmö maar werd later in 1910 weer zelfstandig als Malmö FF.
Malmö FF werd op 24 februari 1910 door 19 personen opgericht in het restaurant van Malmö IP. De voetbalclub werd de winnaar van de Allsvenskan in 1944. De club won 17 van de gespeelde 22 wedstrijden en had 5 punten meer dan IF Elfsborg. Tot 1958 speelde zij hun thuiswedstrijden op het sportveld en nadien werden de activiteiten van de club verplaatst naar het grotere Malmö Stadion. In 1999 kwam de club tijdelijk terug na de renovatie van Malmö IP, later in het seizoen keerden ze echter weer terug naar het Malmö Stadion omdat men de veiligheid van de locatie niet voldoende vond. Sindsdien wordt het stadion alleen gebruikt voor vriendschappelijke wedstrijden in de winter.
Het voetbalteam van IFK Malmö speelde ook van 1903 tot 1958 wedstrijden in het stadion. Net zoals Malmö FF gingen zij daarna naar het Malmö Stadion. Tevens kwamen zij ook terug in 1999, maar bleven wel langer uit protest tegen het vervangen van de grasmat van het Malmö Stadion door kunstgras.
De vrouwenvoetbalclub FC Rosengård werd na opsplitsing van Malmö FF opgericht in 2007. Sinds haar oprichting spelen zij alle thuiswedstrijden op Malmö IP.

### 1930 - heden

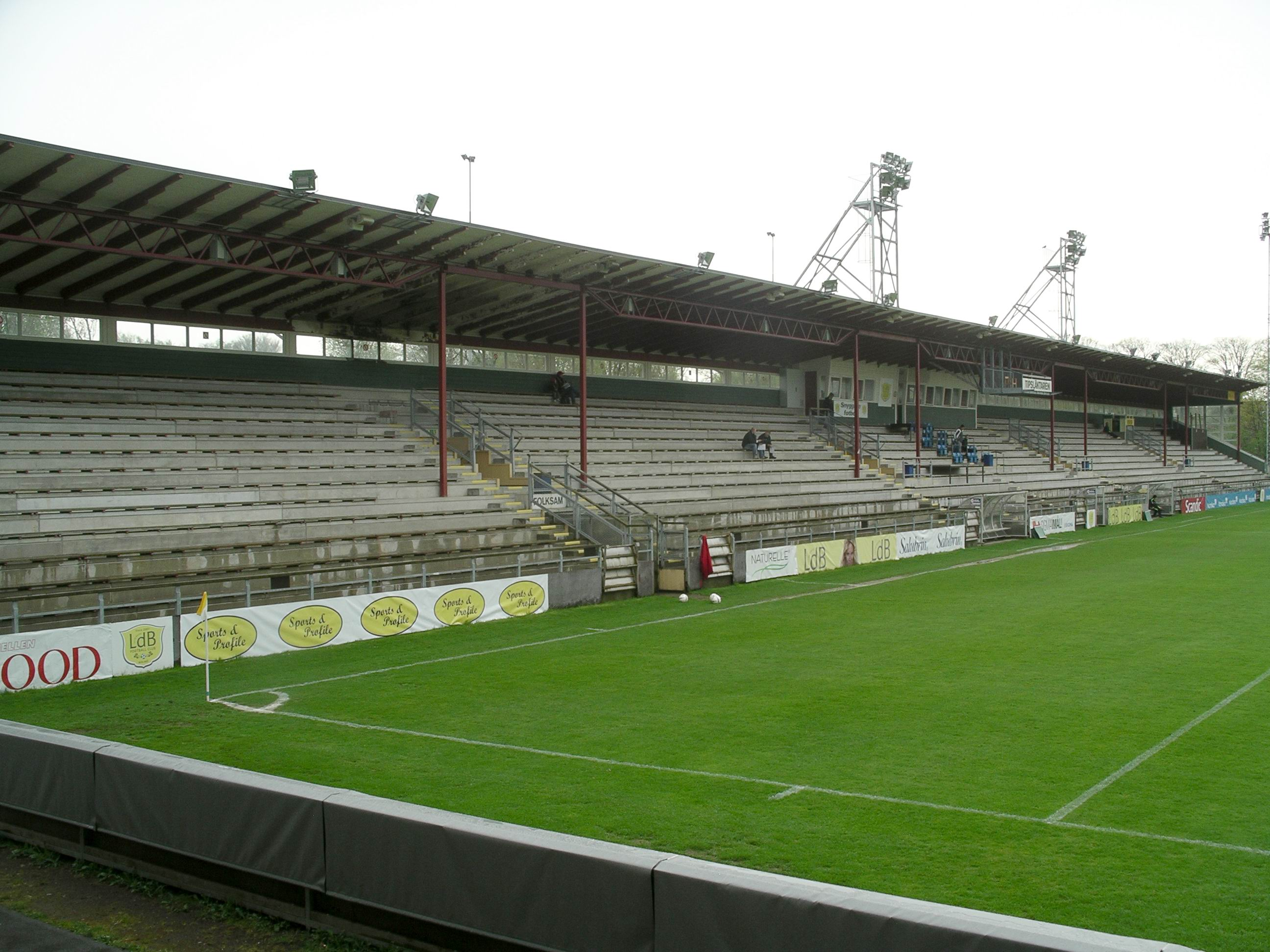
De zuidelijke tribune van het stadion was onderdeel van een renovatie in 1999.

Rond 1930 hadden de financiële problemen bij AB Malmö Idrottsplats het hoogtepunt bereikt. Tevens was er kritiek van de kleinere sportclubs uit Malmö, die vonden dat de organisatie de grotere clubs voortrok. In de gemeenteraad werd er gestemd over de beslissing om het sportveld over te nemen: 25 gemeenteraadsleden stemden voor, 23 tegen. Langdurige onderhandelingen tussen AB Malmö Idrottsplats en de gemeente begonnen in 1937. Op 1 januari 1938 werd Malmö IP eigendom van de gemeente Malmö. De voetbal- en atletiekclubs konden hierdoor allen gebruik blijven maken van Malmö IP en de afspraken over wanneer welke vereniging of club kon trainen of spelen werd vanaf dat moment door de gemeente in een protocol vastgelegd.
Van 1930 tot 1940 trokken de thuiswedstrijden van Malmö FF als onderdeel van de Allsvenskan meer dan 14.000 toeschouwers. Dit was tevens de maximale capaciteit van het stadion qua aantal toeschouwers. Meer dan 25.000 toeschouwers (verdeeld over twee dagen) kwamen naar het 25-jarig jubileum van de Baltische tentoonstelling destijds in 1914. De sportclub MAI organiseerde verschillende internationale wedstrijden, zoals de Amerikagalorna. Hier namen atleten uit de Verenigde Staten het op tegen de Zweedse atleten.
De Tweede Wereldoorlog had zijn effecten op het leven in Malmö. Doordat aan de andere kant van de Sont de door de Duitsers overgenomen stad Kopenhagen lag, waren de effecten meer voelbaar dan in andere delen van Zweden. Op 6 juni 1941, de nationale feestdag van Zweden, hield de Zweedse premier Per Albin Hansson een speech op het sportveld. Op het sportveld werden ook nog steeds atletiekwedstrijden gehouden. Door de mobilisatie waren er extra legeronderdelen in de kazernes gehuisvest zodat er ook soldaten aan meededen en er een wedstrijdonderdeel als granaten gooien bij kwam.
In 1933 werd er voor het eerst gesproken over de toekomst van Malmö IP. Het opera- en muziektheater van Malmö zou in eerste instantie op de locatie van Malmö IP komen, waardoor het sportveld zou moeten worden afgebroken. Uiteindelijk werd besloten om dit naast het sportveld te bouwen. Hierdoor moesten er enkel een paar bestaande gebouwen worden gesloopt, inclusief het restaurant. De ingang van het sportveld werd verplaatst van het noordelijke naar het oostelijke gedeelte. Een herdenkingstafel werd in 2010 tijdens de viering van het 100jarig jubileum van Malmö FF geplaatst op de exacte plek waar deze club was opgericht.

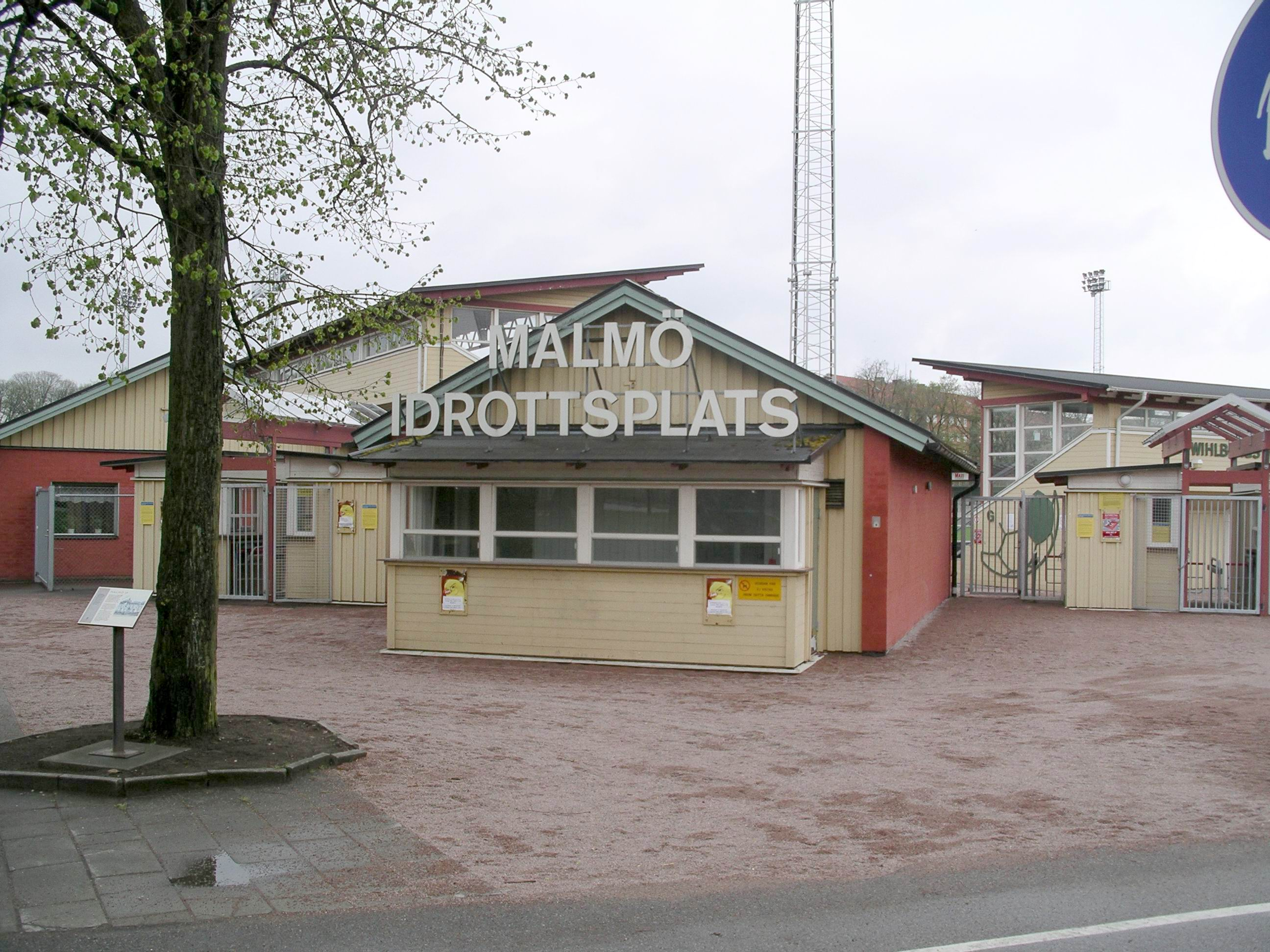
De ingang van Malmo IP in mei 2008.

Malmö was een van de populairste sportsteden van 1940 tot 1950, verschillende sportverenigingen uit de stad wonnen de Zweedse landstitels binnen hun respectieve tak van sport. Ook brachten verschillende Europese voetbalclubs een bezoek aan Malmö IP in de jaren na de Tweede Wereldoorlog, zoals AC Milan, Birmingham City FC, Charlton Athletic FC en Wolverhampton Wanderers FC. Omstreeks 1950 werd het duidelijk dat Malmö IP te klein werd voor de groeiende interesse in voetbal en andere sporten tezamen. De wedstrijden van Malmö FF werden goed bezocht en waren ook vaak uitverkocht. Ook kwam de veiligheid in het gedrang, bijvoorbeeld tijdens de Skånederby (derby van Skåne) tussen Malmö FF en Helsingborgs IF in 1951. Tijdens deze wedstrijd was er onrust in het publiek en werden mensen tegen de hekken en palen gedrukt. Niemand raakte echter destijds gewond.
Ideeën voor het bouwen van een nieuw stadion deden sinds 1943 de ronde omdat duidelijk was geworden dat Malmö IP te klein was voor grote evenementen. De gemeenteraad had hier echter geen boodschap aan tot 1954. Zweden zou het gastland worden van het wereldkampioenschap voetbal 1958 en dit leidde tot het opnieuw aangaan van de discussie hierover. Er moest echter nog een definitieve locatie voor het nieuwe stadion werden gekozen. De voorkeur ging uit naar een locatie in de wijk Jägersro villastad of het Pildammsparken, dat gelegen was in het centrum. Er werd in 1954 besloten dat het Malmö Stadion in Pildammsparken zou komen. Malmö IP verloor zijn status als het sportcentrum van Malmö in 1985, toen Malmö FF, IFK Malm en MAI alle drie hun activiteiten verplaatsten naar het Malmö Stadion.

## Stadion en faciliteiten
Malmö IP heeft een capaciteit van 7.600 toeschouwers, waarvan 3.900 zitplaatsen. Het publiek is verdeeld over vijf grote tribunes en een kleine tribune. De zuidelijke tribune is de hoofdtribune met enkel zitplaatsen. De westelijke tribune zijn staanplaatsen en de oostelijke zitplaatsen. In het noorden staan drie tribunes: een staantribune, een zittribune en een houten tribune afkomstig uit de jaren 20 van de twintigste eeuw. Aan de zuidelijke kant zijn ook de dug-outs en de kleedkamers te vinden. Tevens is hierin een kleine cafetaria te vinden en kleedkamers en faciliteiten voor de scheidsrechters. Aan de andere kant van de weg bevindt zich nog de bijbehorende sporthal.
Toen het stadion in 1896 werd geopend, bestond het complex uit een voetbalveld met daaromheen een velodroom. Aan de zuidelijke kant was destijds al de hoofdtribune te vinden, aan de andere kant van het veld stond een kleinere tribune. Een grotere werd aan de noordelijke kant van het veld geplaatst in het begin van de jaren 20 van de twintigste eeuw. Deze staat nog steeds in het stadion en mag ook niet worden aangepast. Een nieuwe hoofdtribune werd in 1931 geplaatst, in hetzelfde jaar dat de tennishal werd gebouwd. Onderdeel van het stadion waren een restaurant en een danshal, welke in 1944 werden gesloopt om plaats te maken voor het opera- en muziektheater van Malmö.
Alle tribunes, behalve die uit de jaren 20, werden tijdens de renovatie van Malmö IP van 1978 tot 1980 gesloopt. Er werden nieuwe kleedkamers geplaatst, maar geen enkele nieuwe tribune. In de jaren 90 van de twintigste eeuw werden samen met de gemeente, IFK Malmö en Malmö FF nieuwe tribunes geplaatst in het stadion, om het weer geschikt te maken voor professioneel voetbal. De atletiekbaan werd verwijderd en de nieuwe tribunes werden dichter bij het veld geplaatst. Het stadion werd na de renovatiewerkzaamheden weer geopend op 1 augustus 1999. In 2008 werd het grasveld vervangen door een exemplaar van kunstgras.

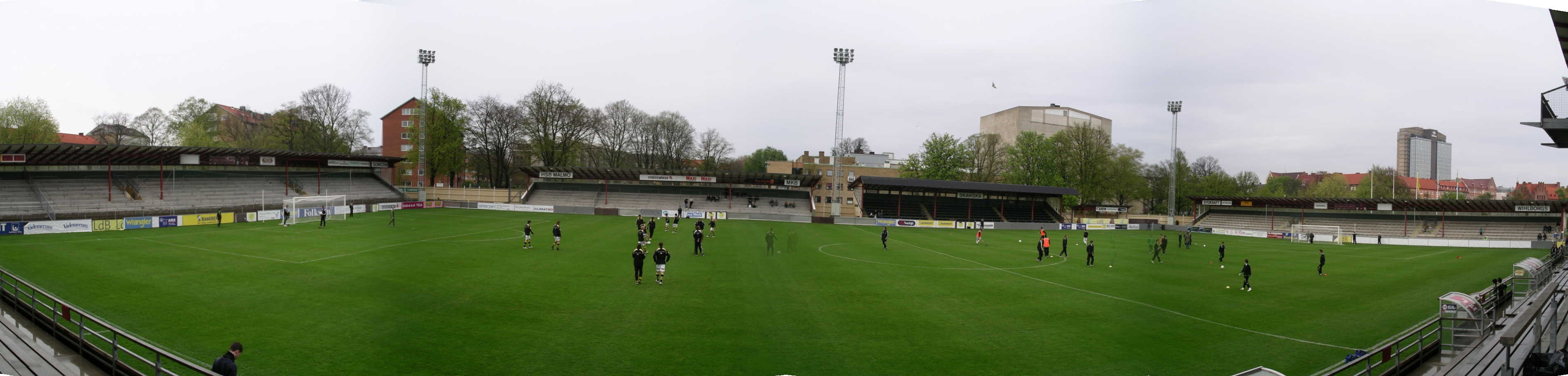
Een panorama van Malmö IP, genomen in 2008 vanaf de zuidelijke tribune. Rechtsachter is een tribune uit de jaren 20 van de twintigste eeuw te zien.

## Interlands
| № | Datum          | Wedstrijd              | Uitslag | Competitie                                        | Toeschouwers |
| - | -------------- | ---------------------- | ------- | ------------------------------------------------- | ------------ |
| 1 | 28 juli 1929   | Zweden – Letland       | 10 – 0  | Vriendschappelijk                                 | 8.944        |
| 2 | 2 oktober 1949 | Zweden – Finland       | 8 – 1   | Noords Kampioenschap 1948-51                      | 18.247       |
| 3 | 4 juni 1954    | Denemarken – Noorwegen | 1 – 2   | 50-jarig bestaan van Zweedse voetbalbond-toernooi | 16.000       |

Bijgewerkt t/m 2 januari 2014.

## Toeschouwers
Op 1 juni 1956 kwamen er 22.436 toeschouwers kijken naar de wedstrijd tussen Malmö FF en Helsingborgs IF als onderdeel van de Allsvenskan. De wedstrijd werd met 3-0 gewonnen door Helsingborgs IF. Deze wedstrijd heeft tot op heden het toeschouwersrecord in handen.
Malmö FF speelde haar eerste wedstrijd op 2 mei 1920 tegen IS Halmia in de tweede voetbaldivisie van Zweden. De wedstrijd trok 1.277 toeschouwers en had een eindstand van 3-0 in het voordeel van Malmö FF. In het begin trokken de wedstrijden van de club minder dan duizend toeschouwers, behalve het seizoen van 1922. In dat jaar kwamen er gemiddeld 2000 toeschouwers kijken. Toen Malmö FF in 1931 na promotie debuteerde in de Allsvenskan kwam er een grote stijging in het gemiddeld aantal toeschouwers. De eerste wedstrijden trokken meteen zo'n 7000 toeschouwers, latere wedstrijden trokken nog steeds vijfduizend extra toeschouwers. Dit getal bleef stijgen van 1940 tot 1950, toen de wedstrijden gemiddeld 17290 toeschouwers trokken.
In de laatste jaren dat Malmö FF nog op Malmö IP speelde trokken de wedstrijden gemiddeld zo'n 15.000 bezoekers. Op 15 mei 1958 werd de laatste wedstrijd van Malmö FF in het stadion gespeeld, de voetbalclub nam het op tegen IFK Eskilstuna. Deze wedstrijd trok 10.013 toeschouwers.

Het gemiddeld aantal toeschouwers bij wedstrijden van Malmö FF. De gegevens zijn ook rechts in een tabel te zien.

| Jaar | Aantal   |
| ---- | -------- |
| 1921 | 968      |
| 1922 | 1471     |
| 1923 | Onbekend |
| 1924 | 553      |
| 1925 | 718      |
| 1926 | 909      |
| 1927 | 1414     |
| 1928 | 2124     |
| 1929 | 2239     |
| 1930 | 2727     |
| 1931 | 2222     |
| 1932 | 6881     |
| 1933 | 7683     |
| 1934 | 7212     |
| 1935 | 5570     |
| 1936 | 5809     |
| 1937 | 8615     |
| 1939 | 9764     |
| 1940 | 5998     |
| 1941 | 7844     |
| 1942 | 8753     |
| 1943 | 8218     |
| 1944 | 11.362   |
| 1945 | 11.226   |
| 1946 | 11.869   |
| 1947 | 12.733   |
| 1948 | 15.136   |
| 1949 | 16.308   |
| 1950 | 17.290   |
| 1951 | 17.048   |
| 1952 | 14.334   |
| 1953 | 14.002   |
| 1954 | 16.361   |
| 1955 | 15.020   |
| 1956 | 16.531   |
| 1957 | 15.540   |
| 1958 | 11.239   |

## Vervoer

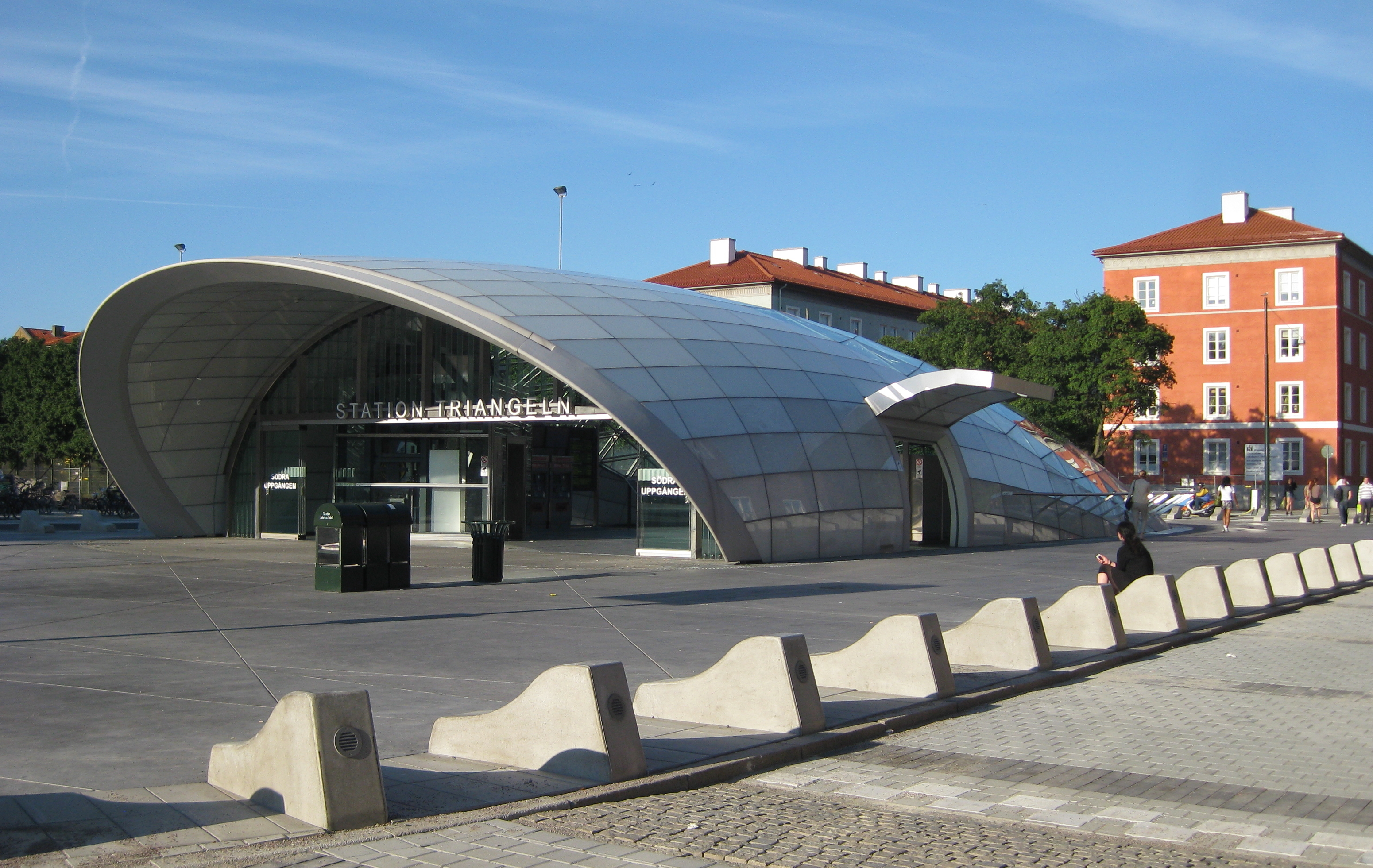
Triangeln is het dichtstbijzijndste metrostation.

Malmö IP is bereikbaar per bus en trein. Buslijnen 1, 2,6, 7 en 8 stoppen bij het nabijgelegen station Triangeln dat in december 2010 werd geopend als onderdeel van de Citytunnel. Op dit station arriveren tevens treinen van de Pågatåg en de Öresundståg. Voor automobilisten is er een parkeergarage beschikbaar op loopafstand, de P-huset Malmö IP met een capaciteit van 506 voertuigen. Deze bevindt zich aan de rechterkant van het stadion. Ook zijn er nog openluchtparkeerplaatsen in de nabije omgeving. Rondom het stadion zijn ten slotte voor de fietser diverse fietsenstallingen beschikbaar.